# Cayetano Puglisi
Cayetano Puglisi (* 2. Januar 1902 in Messina, Sizilien, Italien; † 2. November 1968) war ein argentinischer Tangogeiger, Bandleader und Komponist italienischer Herkunft.

## Leben
Puglisi war der älteste von drei Brüdern; Emilio spielte gleich ihm Geige, José war Cellist. Er kam mit seiner Familie 1909 nach Buenos Aires, wo er eine klassische Violinausbildung bei Emilio Pessina absolvierte. Nach einem Auftritt im Teatro Nuevo zeichnete ihn die Zeitschrift La Prensa mit einem Stipendium für ein weiteres Studium in Europa aus. Dieses wurde jedoch durch den Ausbruch des Ersten Weltkrieges unmöglich.
Stattdessen begann Puglisi, in Cafés und der Bar Iglesias mit dem Bandoneonisten Carlos Marcucci und dem Pianisten Pedro Almirón aufzutreten; keiner der drei war zu dieser Zeit älter als dreizehn Jahre. Bei einem der Auftritte hörte ihn Roberto Firpo und engagierte ihn 1916 als Nachfolger Tito Roccatagliatas als Zweiten Geiger, während Agesilao Ferrazzano Erster Geiger wurde. Er debütierte mit Firpos Orchester im Royal Pigall und reiste mit ihm 1917 nach Montevideo. Nach der Rückkehr nach Buenos Aires wirkte er an der Aufnahme der Tangos La cumparsita und Mi moro (mit dem Duo Gardel-Razzano und dem Klarinettisten Juan Carlos Bazán) mit. Mit dem Orchester Firpos spielte er auch bei der Premiere der Farce Los Dientes del Perro, bei der Manolita Poli den Tango Mi noche triste (dt. Meine traurige Nacht) sang.
Während einer Tournee Firpos mit dem Duo Gardel-Razzano und dem Gitarristen José Ricardo 1918 schlossen sich in Punta Alta seinem Orchester Pedro Maffia und der Geiger Octavio Scaglione an, während Roccatagliata ausschied. Ab diesem Zeitpunkt war Puglisi Erster Geiger des Orchesters, als dritter Geiger wurde Adolfo Muzzi engagiert. Firpo widmete Puglisi zu dieser Zeit seinen Tango El talento. Puglisi selbst komponierte 1922 seine ersten drei Tangos. Duoaufnahmen entstanden mit Firpo und mit Enrique Delfino. Für einige Zeit leitete Puglisi eine eigene Formation, mit dem Einverständnis Firpos spielte er auch bei Aufnahmen für das Label Nacional-Odeon und später bei Auftritten zwischen 1930 und 1933 im Orchester Francisco Canaros.
1926 wurde er Mitglied in einem von Pedro Maffia neu gegründeten Orchester. Dieses war besetzt mit Maffia und Alberto De Franco (Bandoneon), Puglisi und Osvaldo Scaglione (Geige), Luis Cosenza (Klavier) und Francisco De Lorenzo (Kontrabass).  Cosenza wurde später durch Osvaldo Pugliese ersetzt und Scaglione durch Elvino Vardaro. 1928 trat er im Kino Paramount mit einem Sextett auf, das aus dem Pianisten Armando Federico, den Geigern Puglisi und Mauricio Miseresky, den Bandoneonisten Federico Scorticati und Pascual Storti (später Domingo Triguero) und dem Kontrabassisten José Puglisi bestand.
Nach dem Ende der Zusammenarbeit mit Canaro 1933 gründete Puglisi erneut eine eigene Formation, mit der er bei Shows beim Radiosender Radio Fénix auftrat. Besetzt war es mit  Orlando Goñi (Klavier), Puglisi, Mauricio Misé und Juan Bianchi (Geige), Alfredo Calabró und Juan Miguel Rodríguez (Bandoneon) und Pedro de Véscovi (Kontrabass). Der Sänger war Antonio Rodríguez Lesende. Die Formation bestand bis 1936. Danach schloss sich Puglisi dem Orchester Juan Carlos Cobiáns an, mit dem er im Cabaret Charleston auftrat.
1937 wurde er von Pablo Osvaldo Valles Radio El Mundo engagiert. Mit Carlos Cobián und Ciriaco Ortiz bildete er das Trío Nº 1. Sänger war Antonio Rodríguez Lesende, gelegentlich wurde die Formation durch den Pianisten Carlos Di Sarli verstärkt. Er wurde von dem Sender mit der Aufnahme betraut, die Begleitung der Solomusiker zu koordinieren, die dort auftraten und wurde Mitglied im großen Orchester des Senders, das von Julio De Caro geleitet wurde. Mit dem Pianisten Joaquín Mauricio Mora und dem Bandoneonisten Ciriaco Ortiz begleitete er Solisten bei Aufnahmen für die Label Odeon und Victor, unter ihnen Hugo del Carril. Als Juan D’Arienzo 1940 ein neues Orchester gründete, fragte er Puglisi an, der ihm sofort zusagte. Weitere Mitglieder wurden u. a. Fulvio Salamanca, Héctor Varela und der Sänger Alberto Reynal. Mit diesem Orchester trat er ab Mitte der 1940er Jahre wieder bei Radio El Mundo auf.

## Kompositionen
- Mi lobito
- Carpentier
- Tambour cerrao
- Tristeza de barrio (Sueño florido)
- Tus noches de amor
- Si el corazón supiera
- Realidad
- Mi viejo Montevideo
- Milonguero
- Alma criolla
- Diez años